# Westwoud
Westwoud est un village situé dans la commune néerlandaise de Drechterland, dans la province de la Hollande-Septentrionale. En 2007, le village comptait 1 310 habitants.

## Histoire
Westwoud a été une commune indépendante jusqu'au 1er janvier 1979. À cette date, la commune fusionne avec Hoogkarspel, pour former la nouvelle commune de Bangert, rebaptisée Drechterland en 1980.